# Nicolás Perchicot
Nicolás Díaz Perchicot (Madrid, 19 settembre 1884 – Madrid, 26 ottobre 1969) è stato un attore spagnolo.

## Biografia
Nome completo Nicolás Díaz Perchicot. Dopo aver abbandonato gli studi, iniziò a calcare i palcoscenici teatrali a partire dal 1907 nelle compagnie di Carmen Diaz, Francisco Morano, Ernesto Vilches e Margarita Xirgu. Fece il suo debutto sul grande schermo nel 1932 e allo scoppio della Guerra Civile Spagnola si trasferì dapprima in Germania, quindi in Italia dove prese parte a diversi film. Rientrato a Madrid nel 1941, continuò a lavorare ininterrottamente nel cinema fino a poco prima della sua morte, partecipando complessivamente a un centinaio di film e ottenendo ruoli rilevanti in Benvenuto, Mister Marshall! e in Calabuig. È deceduto nella capitale spagnola all'età di 85 anni.

## Filmografia
- Amore di ussaro, regia di Luis Marquina (1940)
- L'ispettore Vargas, regia di Gianni Franciolini (1940)
- Tosca, regia di Carl Koch e Jean Renoir (1941)
- Capitan Tempesta, regia di Corrado D'Errico (1942)
- L'uomo venuto dal mare, regia di Belisario Randone e Roberto De Ribon (1942)
- Finalmente soli, regia di Giacomo Gentilomo (1942)
- Il leone di Damasco, regia di Corrado D'Errico (1942)
- Giovanna la pazza (Locura de amor), regia di Juan de Orduña (1948)
- Il segreto di Cristoforo Colombo (Alba de América), regia di Juan de Orduña (1951)
- Benvenuto, Mister Marshall! (Bienvenido, Mister Marshall!), regia di Luis García Berlanga (1953)
- Calabuig, regia di Luis García Berlanga (1956)
- Amore e chiacchiere, regia di Alessandro Blasetti (1957)
- Arrivederci, Dimas (Los jueves, milagro), regia di Luis García Berlanga (1957)
- Gli amanti del chiaro di luna (Les bijoutiers du clair de lune), regia di Roger Vadim (1958)